# 사막의 아들
사막의 아들(Sons Of The Desert)은 미국에서 제작된 윌리엄 A. 세이터 감독의 1933년 코미디 영화이다. 스탠 로렐 등이 주연으로 출연하였고 할 로치 등이 제작에 참여하였다. 이 영화는 로렐과 하디의 최고의 영화들 가운데 하나로 간주된다.
2012년 미국 국립영화등기부의 보존물로 등재되었다.

## 출연

### 주연
- 스탠 로렐
- 올리버 하디

### 조연
- 찰리 체이스
- 매 부쉬
- 도로시 크리스티
- 루시엔 리틀필드